# Ximena Herrera
Ximena Herrera González  (La Paz, Bolívia, 1979. október 5. –) bolíviai–mexikói színésznő.

## Élete és pályafutása
1979. október 5-én született La Paz-ban. Másfél évet tanult a Televisa színészkézőjében, a Centro de Educación Artística de Televisában (CEA). Ezután négy évig tanult marketinget Bostonban. Karrierjét 2004-ben kezdte a Corazones al límite című sorozatban, majd 2005-ben megkapta Alma szerepét A mostoha című telenovellában. 
2010-ben feleségül ment Alex Sirventhez, házasságuk 2013-ban ért véget.

## Filmográfia

### Telenovellák
| Év   | Cím                                | TV stúdió                  | Szerep                                 | Megjegyzés        |
| ---- | ---------------------------------- | -------------------------- | -------------------------------------- | ----------------- |
| 2016 | Mujeres de negro                   | Televisa                   | Katia Millán de Lombardo               | Főszereplő        |
| 2016 | El hotel de los Secretos           | Televisa                   | Cristina Olmedo                        | Vendégszereplő    |
| 2014 | Hasta el fin del mundo             | Televisa                   | Aracely Fernández Martínez             | Negatív szereplő  |
| 2013 | El Señor de los Cielos             | Telemundo-Argos-Caracol TV | Ximena Letrán                          | Főszereplő        |
| 2012 | Infames                            | Argos                      | Dolores 'Lola' Medina / Sara Escalante | Főszereplő        |
| 2011 | Ni contigo ni sin ti               | Televisa                   | Isabella Rivas Olmedo / Isabella Reyes | Mellékszereplő    |
| 2010 | Niña de mi corazón                 | Televisa                   | María Magdalena Bravo López            | Mellékszereplő    |
| 2008 | Las tontas no van al cielo (Candy) | Televisa                   | Irene                                  | Mellékszereplő    |
| 2007 | Bajo las riendas del amor          | Televisa                   | Maripaz                                | Mellékszereplő    |
| 2006 | Duelo de pasiones                  | Televisa                   | Rosita                                 | Mellékszereplő    |
| 2005 | La madrastra (A mostoha)           | Televisa                   | Alma                                   | Fiatal főszereplő |
| 2004 | Corazones al límite                | Televisa                   | Malkah                                 | Bemutatkozás      |

## Filmek
- La otra familia (2011)
- Volverte a ver (2008)  ..... Sofía Cortina
- Mandala

## Díjak és jelölések
TVyNovelas-díj
| Év   | Kategória                  | Cím                  | Eredmény |
| ---- | -------------------------- | -------------------- | -------- |
| 2012 | Legjobb női mellékszereplő | Ni contigo ni sin ti | Jelölés  |

Premios tu Mundo-díj
| Év   | Kategória                       | Cím                    | Eredmény |
| ---- | ------------------------------- | ---------------------- | -------- |
| 2013 | Kedvenc női főszereplő          | El Señor de los Cielos | Jelölés  |
| 2013 | Legjobb páros (Rafael Amayával) | El Señor de los Cielos | Jelölés  |

People en Español-díj
| Év   | Kategória              | Cím                    | Eredmény |
| ---- | ---------------------- | ---------------------- | -------- |
| 2013 | Legjobb női főszereplő | El Señor de los Cielos | Jelölés  |